# Большой Лип
Большой Лип — река в России, протекает в Свердловской области.

## География
Берёт начало к югу от посёлка Вогулка. Устье реки находится в 15 км по правому берегу реки Вогулка. Длина реки составляет 24 км.

## Данные водного реестра
По данным государственного водного реестра России относится к Камскому бассейновому округу, водохозяйственный участок реки — Сылва от истока и до устья, речной подбассейн реки — Кама до Куйбышевского водохранилища (без бассейнов рек Белой и Вятки). Речной бассейн реки — Кама.
Код объекта в государственном водном реестре — 10010100812111100012531.